# Glarner Wirtschaftsarchiv
Das Glarner Wirtschaftsarchiv (GWA) in Schwanden GL ist ein Kompetenzzentrum für Quellen zur Glarner Wirtschaft und Wirtschaftsgeschichte. Seit 2002 sichert das GWA Archive der privaten Wirtschaft, sammelt und dokumentiert industrielle Kulturgüter des Glarnerlandes und macht ihre Archivbestände für die Forschung und Öffentlichkeit zugänglich. Das GWA wird von der Stiftung getragen und dem Gönnerverein unterstützt.

## Geschichte
Der Anstoss zur Gründung des Glarner Wirtschaftsarchivs gab die Produktionseinstellung der Firma P. Blumer & Jenny nach 150-jähriger, weltweiter Tätigkeit im Jahr 1980. Die damaligen Leiter Heinz und Urs Kindlimann wollten die industriellen Kulturgüter aus dem Firmenbesitz für die Zukunft erhalten und wurden so zu den Initianten des Glarner Wirtschaftsarchivs.
Das Glarner Wirtschaftsarchiv wurde 2002 als private Stiftung der Geschwister Kindlimann gegründet. Heinz Kindlimann war von 2002 bis 2009 der erste Stiftungspräsident. Die Stiftung sorgte für die Räumlichkeiten, bereitete die Archivierung des Objektarchivs mit dem organisatorischen Aufbau des Archivs und der elektronischen Erfassung der Bestände vor, womit das Archiv Blumer für Forscher und Besucher zugänglich gemacht werden konnte.
Das GWA war von Anfang so konzipiert, dass es seinem Namen entsprechend auf vielen Glarner Firmenarchiven aufbauen wollte, um wesentliche Entwicklungen der Glarner Industriegeschichte dokumentieren zu können. Die Erbengemeinschaft der früheren Firma Streiff in Glarus trat als wichtiger Partner mit dem Archiv der Firma Streiff in die Stiftung ein. Die Electrolux Schwanden AG vertraute das Archiv der Firma Therma in Schwanden dem GWA an. Dazu erhielt das GWA zahlreiche Unterlagen aus andern Firmen sowie das Privatarchiv von Rolf von Arx mit Informationen zur gesamten Glarner Industrie. Diese Bestände werden vom GWA ins Archivprogramm CMI AIS integriert.
Mit der elektronischen Erfassung des Archivguts kann die Glarner Industriekultur für die Forschung und mit wechselnden öffentlichen Ausstellungen den Besuchern zugänglich gemacht werden. Das GWA arbeitet mit dem Glarner Landesarchiv und weiteren Institutionen, die sich mit der Wirtschaftsgeschichte des Kantons befassen, zusammen.
Das GWA ist eine Station auf dem Glarner Industrieweg.

## Archivgut
Das Glarner Wirtschaftsarchiv umfasst
- das gesamte Firmenarchiv Textildruckerei F. Blumer & Cie sowie das Wohnhäuserarchiv der Familie Blumer
- Teile des Archivs der Textilfirma Gebrüder Streiff, Insel, Glarus
- Teile des Archivs der Firma Therma AG (später: Electrolux Schwanden AG)
- Teile des Archivs der Textil AG Schwanden (vormals: I. Paravicini)
- die Privatsammlung Rolf von Arx mit historischen Geschäftspapieren
- Teile des Archivs der Schweizerischen Teppichfabrik AG (vormals Conrad Jenny & Cie, D. & D. Dinner, Mechanische Teppichfabrik; später Forbo Teppichwerke AG, Enia Carpet AG)
- Teile des Archivs der Eisengiesserei Fondel (ehemals Maschinenfabrik & Giesserei Netstal)
- Teile des Archivs der Weberei Fröhlich, Brunnschweiler & Cie
- Teile des Archivs der Feinspinnerei Ennenda AG / Spinnerei Streiff AG
- Teile des Archivs der Mitlödi Textildruck AG (vormals Trümpy, Schaeppi & Cie, Seidendruckerei Mitlödi AG)
- Teile des Archivs Hans Gmür, welches spannende Zeitzeugnisse und Einblicke in die Lithografie-Kunst des 19. und 20. Jahrhunderts bietet
- die Sammlung Glarner Geschichte von Hans Rüegg mit spannendem Material zu zahlreichen Glarner Firmen
- eine Fachbibliothek (Präsenzbibliothek) mit vielfältiger Literatur von Schweizer Geschichte, über Industriegeschichte und Sonderabteilungen zu spezifischen Themen der Textilindustrie

## Ausstellungen
- Glarnerland global: Vom Glarner Wirtschaftswunder zur Gegenwart
- Fortschrittliches Glarner Fabrikgesetz von 1864
- Geschichte der Erfolge der Therma

## Belege
1. ↑  Museums.ch: Glarner Wirtschaftsarchiv
2. ↑  Glarnerland.ch: Glarner Wirtschaftsarchiv
3. ↑  Glarner Wirtschaftsarchiv: Geschichte (Memento des Originals vom 1. Februar 2021 im Internet Archive)  Info: Der Archivlink wurde automatisch eingesetzt und noch nicht geprüft. Bitte prüfe Original- und Archivlink gemäß Anleitung und entferne dann diesen Hinweis.
4. ↑  Schweizerische Interessengemeinschaft zur Erhaltung von Grafik und Schriftgut SIGEGS: Glarner Wirtschaftsarchiv